# Chris Hemsworth
Christopher "Chris" Hemsworth (sinh ngày 11 tháng 8 năm 1983) là một diễn viên người Úc. Anh được biết đến nhiều nhất qua vai diễn Thần Sấm Thor trong các bộ phim thuộc Vũ trụ Điện ảnh Marvel như Thor (2011), The Avengers (2012), Thor: The Dark World (2013), Avengers: Age of Ultron (2015), Thor: Ragnarok (2017), Avengers: Infinity War (2018), Avengers: Endgame (2019) và Thor: Love and Thunder (2022) cũng như trong series truyền hình What If...? chiếu trên Disney+. Vai diễn này đã giúp anh trở thành một trong những diễn viên hàng đầu và được trả cát-xê cao nhất thế giới.
Các vai diễn điện ảnh khác của anh bao gồm các phim hành động Star Trek (2009), Snow White and the Huntsman (2012), Red Dawn (2012), Blackhat (2015), Men in Black: International (2019), Extraction (2020), phim kinh dị A Perfect Getaway (2009) và bộ phim hài Ghostbusters (2016). Những bộ phim được giới phê bình đánh giá cao nhất bao gồm phim kinh dị hài The Cabin in the Woods (2012) và phim thể thao tiểu sử Rush (2013) trong đó anh đóng vai James Hunt.

## Lý lịch
Chris Hemsworth chào đời ở Melbourne, Australia, mẹ anh là Leonie và cha là Craig Hemsworth. Gia đình anh sau đó chuyển đến sống tại một nông trại ở Lãnh thổ Bắc Úc. Anh học trung học tại Heathmont College và ít năm sau lại chuyển đến sống ở đảo Phillip. Anh có người anh trai Luke và em trai Liam cũng là diễn viên.

## Sự nghiệp
Hemsworth bắt đầu sự nghiệp của mình bằng cách xuất hiện trong một số phim truyền hình. Năm 2002, Hemsworth đóng vai chính trong hai tập phim truyền hình Guinevere Jones với vai Vua Arthur, cũng như xuất hiện trong loạt phim truyền hình kinh điển Neighbours và một tập phim Marshall Law. Năm tiếp theo, anh xuất hiện trong một tập của The Saddle Club. Năm 2004, anh đi diễn thử vai Robbie Hunter trong sê-ri phim truyền hình Home and Away nhưng thất bại. Sau đó, anh được gọi đến để nhận vai Kim Hyde. Anh đã thành công với vai diễn Kim Hyde và chuyển đến Sydney để tham gia dàn diễn viên Home and Away, xuất hiện trong 171 tập của sê-ri này. Hemsworth đã nhận được đề cử hai giải Logie và thắng 1 giải trong hạng mục "Tài năng mới được yêu thích nhất" trong Home and Away vào năm 2005. Anh ấy rời khỏi dàn diễn viên của Home and Away vào ngày 3 tháng 7 năm 2007. Sau đó, Hemsworth nó rằng mặc dù anh ấy trở nên nổi tiếng hơn sau Home and Away, nhưng tác phẩm của anh ấy về một vở kịch xà phòng (kịch xà phòng là một dạng kịch truyền thanh hoặc phim truyền hình dài tập với nội dung chủ yếu đề cập đời sống của nhiều nhân vật, thường tập trung vào các mối quan hệ tình cảm của họ, và tạo ra kịch tính cao) không khiến anh ấy được tôn trọng trong ngành công nghiệp điện ảnh.
Hemsworth là thí sinh của Dancing with the Stars Australia mùa thứ năm, hợp tác với vũ công chuyên nghiệp là Abbey Ross. Mùa giải được công chiếu vào ngày 26 tháng 9 năm 2006. Sau sáu tuần, Hemsworth bị loại vào ngày 7 tháng 11. Sự xuất hiện của Hemsworth trong nhượng quyền thương mại gần như sẽ khiến anh bị mất vai Thor, vì các nhà sản xuất của Marvel lo ngại anh sẽ bị loại.
Hemsworth tiếp tục vào vai cha của James T. Kirk, tức George Kirk, trong những cảnh đầu của bộ phim Star Trek năm 2009. Vai diễn ban đầu được giao cho Matt Damon, nhưng Matt Damon đã từ chối; Abrams đánh giá cao việc Hemsworth đảm nhận vai diễn này. Josh Tyler của Cinema Blend rất ấn tượng với Hemsworth, anh mô tả cảnh phim đó: "Đó là năm phút tuyệt vời nhất mà tôi đã xem ở rạp chiếu phim trong năm nay". Bộ phim thành công ở thu về 385,7 triệu đô la Mỹ tiền phòng vé. Cùng năm đó, anh còn vào vai Kale trong bộ phim kinh dị A Perfect Getaway. Thu về 22 triệu đô la Mỹ so với kinh phí 14 triệu đô la Mỹ, nhưng đồng thời cũng nhận được nhiều ý kiến trái chiều. Tuy vậy nhưng Chris Hemsworth được khen ngợi khi đóng một vai diễn "đáng sợ" khi trong vai một du khách du lịch côn đồ cùng với một chiếc ba lô.
Trong bộ phim năm 2010 Ca$h, Hemsworth đóng vai Sam Phelan, một thanh niên trẻ gặp vấn đề về tài chính. Ca$h là bộ phim đầu tiên anh quay ở Mỹ. Trong những buổi phỏng vấn ở hậu trường, đạo diễn Stephen Milburn Anderson cho biết Hemsworth chỉ ở Mỹ được 6 tuần khi anh diễn thử vai. Anderson nói: "Đây là một anh chàng trẻ tuổi, có ngoại hình phù hợp, một diễn viên giỏi và rất đẹp trai. Cho nên chúng tôi không thể bỏ qua anh ấy. Tôi thực sự rất ấn tượng". Tháng 11/2010 The Hollywood Reporter cho rằng Hemsworth là một trong những diễn viên trẻ có tiềm năng trở thành sao hạng A ở Hollywood.
Năm 2011, Sony Pictures thông báo rằng Hemsworth sẽ đóng vai chính trong phim kinh dị Shadow Runner, nhưng bộ phim chưa được sản xuất. Anh được biết đến nhiều nhất qua vai diễn siêu anh hùng Thor của Marvel Comics, trong bộ phim Thor vào năm 2011. Anh và bạn diễn Tom Hiddleston đã tranh nhau vai diễn này, nhưng Hemsworth đã được chọn cho vai Thor, còn Hiddleston sau đó được chọn vào vai Loki. Để nhận vai này, Hemsworth nói anh đã phải tăng 9 kg cơ bắp. Hemsworth sau đó trở lại với vai Thor trong phim Biệt Đội Siêu Anh Hùng vào năm 2012. Bộ phim thành công thu về 443,9 triệu đô la tiền phòng vé trên toàn thế giới, đứng thứ 15 trong danh sách những bộ phim có doanh thu cao nhất vào năm 2011. Bộ phim nhận được nhiều nhận xét tích cực từ khán giả và vai diễn Thần Sấm của Hemsworth được Kenneth Turan của Los Angeles Times ca ngợi. Hemsworth xuất hiện trong các vai diễn các năm tiếp theo của bộ phim Biệt đội siêu hùng - The Avengers (2012), anh là một trong sáu siêu anh hùng cùng với Robert Downey Jr. : Tony Stark/Người Sắt, Chris Evans: Steve Rogers/Đội trưởng Mỹ, Mark Ruffalo: Bruce Banne/Người khổng lồ xanh, Scarlett Johansson: Natasha Romanova/Goá phụ đen, và Jeremy Renner: Clint Barton/Hawkeye - đang bảo vệ Trái đất khỏi người anh nuôi của mình, Loki. Bộ phim thành công về đánh giá và thương mại, thành công thu về 1,5 tỉ đô là Mỹ. Dàn diễn viên trong nhóm đã được Peter Travers của Rolling Stone khen ngợi cách anh thể hiện trên màn ảnh.
Trước khi được đạo diễn Joss Whedon mời diễn thử vai Thor, Hemsworth từng góp mặt trong bộ phim kinh dị The Cabin in the Woods, phim được quay không lâu sau khi phim Star Trek được công chiếu năm 2009, nhưng mãi đến năm 2012 mới được ra mắt. Phim thu được nhiều đánh giá tích cực và vai diễn Curt Vaughan (Alpha male jock Curt) được Alison Foreman của Mashable mô tả là vai diễn "quyến rũ nhất" của mình. Cùng năm đó, Hemsworth diễn cùng Jessica Chestain trong phim Snow White & the Huntsman với vai thợ săn. Bộ phim tuy thành công về mặt thương mại, thu về 369 đô la Mỹ tiền phòng vé nhưng cũng nhận được nhiều ý kiến trái chiều. Các nhà phê bình nói rằng cách diễn của Hemsworth, Stewart, và Angela Watercutter của Wired cảm thấy các nhân vật "không hoàn toàn giống nhau". Anh cũng thủ vai Jed Eckert trong bản làm lại của phim Red Dawn, đây là vai diễn anh nhận được sau khi hãng MGM xem được một cảnh anh diễn trong phim Cabin in the Woods. Hemsworth được chọn vào vai Jed Eckert năm 2012 trong bản làm lại của Red Dawn sau khi MGM đã thấy cảnh quay nhật báo của một cảnh trong The Cabin in the Woods. Hai ngày sau khi được chọn đóng trong phim Red Dawn, Hemsworth đã nhận được vai Thần Sấm. Bộ phim là một quả bom phòng vé, chỉ thu về 50 triệu đô la Mỹ so với kinh phí sản xuất 65 triệu đô la Mỹ, và nhận nhiều bình luận tiêu cực.
Năm 2013, Hemsworth góp mặt trong bộ phim Rush của đạo diễn nổi tiếng Ron Howard, với vai tay đua Công thức 1 James Hunt, và trở lại với vai Thần Sấm trong phim Thor 2: Thế giới bóng tối. Bộ phim được giới phê bình khen ngợi, thành công thu về 98,2 triệu đô la Mỹ tiền phòng vé so với kinh phí 38 triệu đô la Mỹ. Henry Barnes của The Guardian rất ấn tượng với màn trình diễn của Hemsworth, khen ngợi nam diễn viên đã mang đến "kịch bản tuyệt vời" với "một số kỹ năng biểu diễn điêu luyện". Cuối năm đó, Hemsworth đóng lại vai Thần Sấm cho phần tiếp theo của Thần Sấm trong Thor: Thế giới bóng tối (2013). Mặc dù thành công về mặt thương mại, thứ về 644,6 triệu đô la Mỹ, tuy nhiên đây là tập phim bị đánh giá thấp nhất trong loạt phim của Vũ trụ điện ảnh Marvel trên trang web tổng hợp đánh giá Rotten Tomatoes với 66% đánh giá đồng ý. Sự ăn ý giữa Hemsworth và Hiddleston được các nhà phê bình khen ngợi; Ben Child của The Guardian viết, "Nhờ sức hút tập thể ấn tượng của Hiddleston và Hemsworth, Thor: không còn là một kẻ giết người trong nhượng quyền thương mại".

## Đời tư
Hemsworth từng hẹn hò cùng Isabel Lucas - bạn diễn của anh trong Home and Away - trong khoảng thời gian từ đầu năm 2005 đến tháng 6 năm 2006. Sau đó, họ vẫn giữ mối quan hệ bạn bè khi thực hiện bộ phim Red Dawn.
Vợ hiện tại của anh là nữ diễn viên Elsa Pataky, anh gặp cô thông qua người đại diện của hai người vào đầu năm 2010. Họ đã kết hôn vào tháng 12 năm đó. Pataky sinh đứa con đầu lòng của hai vợ chồng vào ngày 11/5/2012 tại Anh và đặt tên cô bé là India Rose Hemsworth. Tháng 3 năm 2014, Hemsworth và Pataky chào đón thêm một cặp song sinh là hai bé trai, được đặt tên là Tristan và Sasha. Năm 2015, gia đình Hemsworth chuyển đến sống tại thị trấn Byron Bay thuộc Úc, đất nước quê hương của anh.

## Danh sách phim

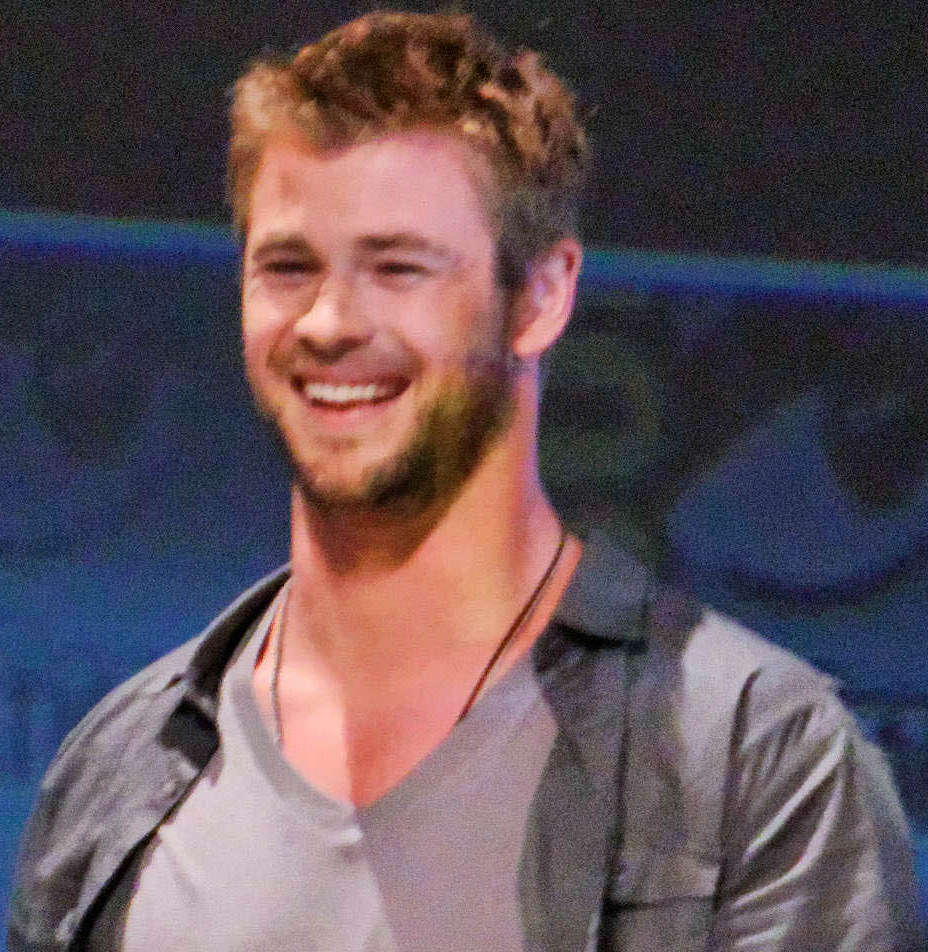
Hemsworth tại sự kiện San Diego Comic-Con International năm 2010

### Điện ảnh
| Năm  | Tựa phim                            | Vai               | Ghi chú                        |
| ---- | ----------------------------------- | ----------------- | ------------------------------ |
| 2009 | Du hành giữa các vì sao             | George Kirk       |                                |
| 2009 | A Perfect Getaway                   | Kale              |                                |
| 2010 | Ca$h                                | Sam Phelan        |                                |
| 2011 | Thor                                | Thor              |                                |
| 2012 | The Cabin in the Woods              | Curt              |                                |
| 2012 | Red Dawn                            | Jed Eckert        |                                |
| 2012 | Biệt đội siêu anh hùng              | Thor              |                                |
| 2012 | Bạch Tuyết và gã thợ săn            | Eric              |                                |
| 2013 | Thor 2: Thế giới Bóng tối           | Thor              |                                |
| 2013 | Đường đua nghẹt thở                 | James Hunt        |                                |
| 2015 | Avengers: Đế chế Ultron             | Thor              |                                |
| 2015 | Blackhat                            | Nicholas Hathaway |                                |
| 2015 | Vacation                            | Stone Crandall    |                                |
| 2015 | In the Heart of the Sea             | Owen Chase        |                                |
| 2016 | Thợ săn: Cuộc chiến mùa đông        | Eric              |                                |
| 2016 | Biệt đội săn ma                     | Kevin             |                                |
| 2016 | Team Thor                           | Thor              |                                |
| 2016 | Doctor Strange: Phù thủy tối thượng | Thor              | Cameo không nhắc trước         |
| 2017 | Team Thor; Part 2                   | Thor              |                                |
| 2017 | Thor: Tận thế Ragnarok              | Thor              |                                |
| 2018 | 12 Strong                           | Mitch Nelson      |                                |
| 2018 | Bad Times at the El Royale          | Billy Lee         |                                |
| 2018 | Avengers: Cuộc chiến vô cực         | Thor              |                                |
| 2019 | Avengers: Hồi kết                   | Thor              |                                |
| 2019 | Đặc vụ áo đen: Sứ mệnh toàn cầu     | Henry / Agent H   |                                |
| 2019 | Jay and Silent Bob Reboot           | Chính mình        | Cameo                          |
| 2020 | Tyler Rake: Nhiệm vụ giải cứu       | Tyler Rake        | Kiêm nhà sản xuất              |
| 2022 | Spiderhead                          | Abnesti           | Post-production; also producer |
| 2022 | Thor: Tình yêu và sấm sét           | Thor              | Post-production                |
| 2023 | Tyler Rake: Nhiệm vụ giải cứu 2     | Tyler Rake        |                                |
| 2024 | Furiosa: Câu chuyện từ Max điên     | Bạo chúa Dementus |                                |

### Phim truyền hình
| Năm     | Tựa phim                       | Vai                    | Ghi chú                                       |
| ------- | ------------------------------ | ---------------------- | --------------------------------------------- |
| 2002    | Guinevere Jones                | Vua Arthur             | 2 tập                                         |
| 2002    | Neighbours                     | Jamie Kane             | Mùa 18 (Tập #4069)                            |
| 2002    | Marshall Law                   | The Kid                | Tập: "Domestic Bliss"                         |
| 2003    | The Saddle Club                | The New Vet            | Tập: "Tenderfoot"                             |
| 2004    | Fergus McPhail                 | Craig                  | Tập: "In a Jam"                               |
| 2004–07 | Home and Away                  | Kim Hyde               | Các mùa 17–20 (189 tập)                       |
| 2006    | Dancing with the Stars         | Chính mình             | Vị trí tứu 5                                  |
| 2015    | Saturday Night Live            | Người dẫn chương trình | 2 tập                                         |
| 2021    | Loki                           | Throg (lồng tiếng)     | Tập: "Journey into Mystery"; không nhắc trước |
| 2021    | What If...?                    | Thor (lồng tiếng)      | 2 tập                                         |
| 2022    | Limitless With Chris Hemsworth | Chính mình             |                                               |

### Trò chơi điện tử
| Năm  | Tựa game             | Vai  |
| ---- | -------------------- | ---- |
| 2011 | Thor: God of Thunder | Thor |

## Giải thưởng
| Năm  | Giải                          | Hạng mục                                                                                 | Kết quả   |
| ---- | ----------------------------- | ---------------------------------------------------------------------------------------- | --------- |
| 2005 | Giải Logie                    | Tài năng mới được yêu thích nhất (Nam)                                                   | Đoạt giải |
| 2005 | Giải Logie Bạc                | Nam diễn viên được yêu thích nhất                                                        | Đề cử     |
| 2006 | Giải Logie Bạc                | Nam diễn viên được yêu thích nhất                                                        | Đề cử     |
| 2011 | Giải Hội nghị ShoWest         | Ngôi sao nam trong tương lai                                                             | Đoạt giải |
| 2011 | Giải Sự lựa chọn của Giới trẻ | Nam diễn viên điện ảnh có bước đột phá                                                   | Đề cử     |
| 2011 | Giải Scream                   | Siêu anh hùng tuyệt nhất                                                                 | Đề cử     |
| 2011 | Giải Scream                   | Nam diễn viên đột phá                                                                    | Đề cử     |
| 2012 | Giải People's Choice          | Siêu anh hùng trong phim được yêu thích                                                  | Đề cử     |
| 2012 | Giải BAFTA                    | Ngôi sao có triển vọng                                                                   | Đề cử     |
| 2012 | Giải MTV Movie                | Siêu anh hùng tuyệt nhất (Thor)                                                          | Đề cử     |
| 2012 | Giải Teen Choice              | Nam diễn viên phim khoa học giả tưởng xuất sắc nhất (The Avengers)                       | Đề cử     |
| 2012 | Giải Teen Choice              | Ngôi sao điện ảnh nam tuyệt nhất trong mùa hè (The Avengers & Snow White & the Huntsman) | Đoạt giải |